# John Proby (2e comte de Carysfort)
John Proby, 2e comte de Carysfort (1780 - 11 juin 1855), est un commandant militaire britannique et un homme politique Whig.

## Biographie

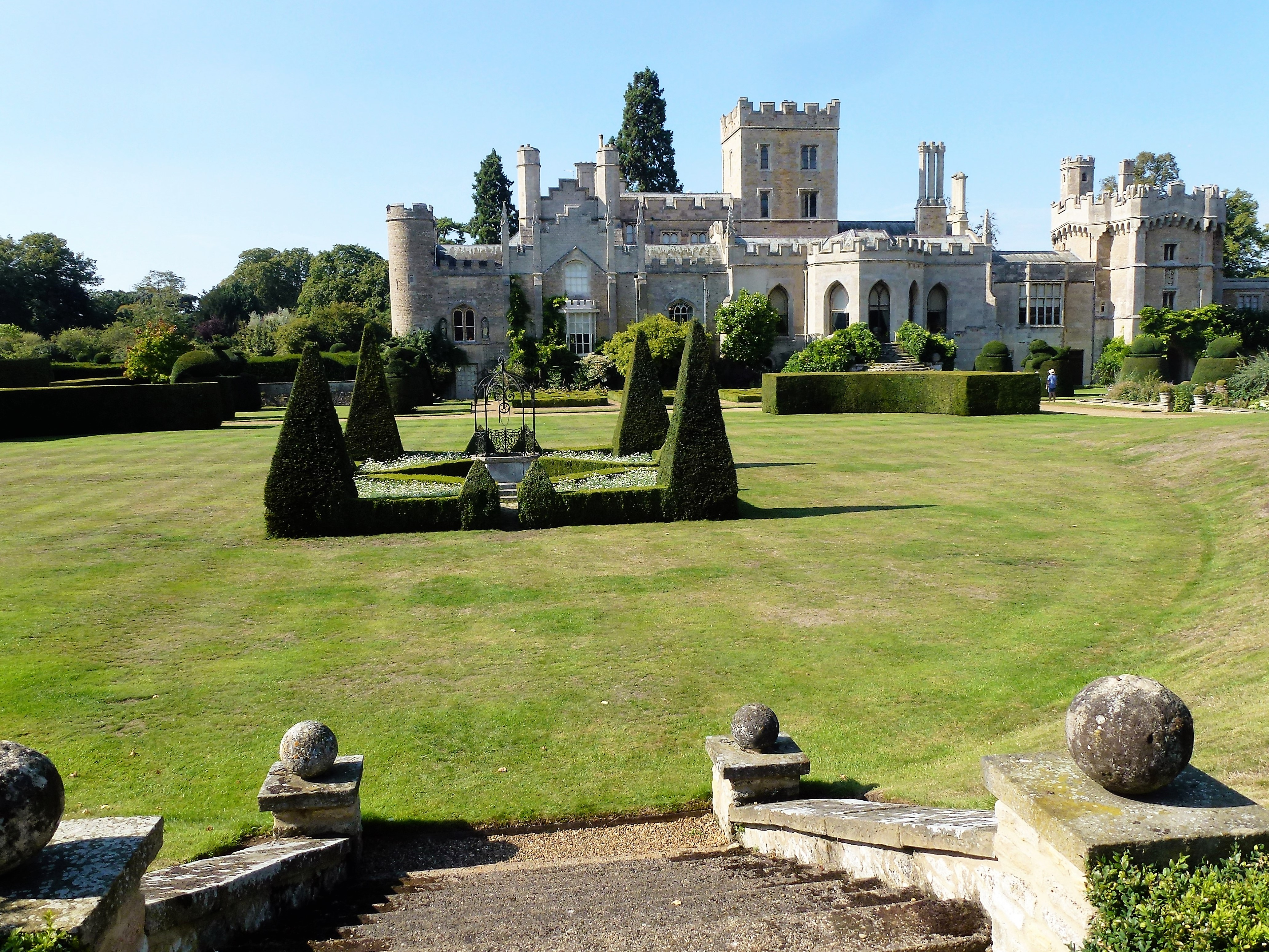
Elton Hall, Cambridgeshire

Il est le deuxième mais l'aîné des fils survivants de John Proby (1er comte de Carysfort), et de son épouse Elizabeth Osbourne. Il fait ses études à Rugby. Il acquiert le Titre de courtoisie de Lord Proby à la mort de son frère aîné en 1804. Il succède à son père en 1828 et hérita d'Elton Hall à Huntingdonshire (aujourd'hui dans le Cambridgeshire).
Il entre dans l'armée britannique en 1794 et participe aux guerres de la Révolution française. Il est promu major général en 1814 et participe cette année-là à l'attaque malheureuse de Bergen op Zoom aux Pays-Bas. Il a été promu lieutenant-général en 1830 et général en 1846.
Outre sa carrière militaire, il représente Buckingham à la Chambre des communes de 1805 à 1806 et le Huntingdonshire de 1806 à 1807 et de nouveau de 1814 à 1818.
Lord Carysfort décède en juin 1855. Il ne se marie jamais et son frère cadet Granville Proby (3e comte de Carysfort) lui succède comme comte.